# Caterina Scorsone
Caterina Reminy Scorsone, född 16 oktober 1981 i Toronto i Ontario, är en kanadensisk-amerikansk skådespelerska. Hon är mest känd för att spela rollen som Dr. Amelia Shepherd i TV-serien Grey's Anatomy och dess spinoffs Private Practice och Station 19. Hon har även medverkat i en del filmer, som bland annat inkluderar Edge of Darkness (2010) och The November Man (2014), samt spelat rollen som Jess Mastriani i Missing, Callie Wilkinson i Crash och Alice Hamilton i Alice. Som barn medverkade hon även i barnprogrammet Mr. Dressup. 
Scorsone var från 2009 till 2020 gift med den forne The Rescues-medlemmen Rob Giles. Tillsammans har paret tre döttrar födda 2012, 2016 och 2019. Deras mellandotter, Paloma (även kallad "Pippa"), är född med downs syndrom. Detta har bidragit till att Scorsone blivit en frispråkig förespråkare för barn som är födda med detta syndrom samt andra kognitiva funktionsvariationer, där hon framhåller att dessa variationer är något som berikar hennes liv och vårt samhälle. Den 14 november 2020 mottog hon the Quincy Jones Exceptional Advocacy Award från the Global Down Syndrome Foundation för sina insatser.